# Lenguaje para fines específicos
Lenguaje para fines específicos (LFE o LSF por las siglas en inglés de Language for specific purposes) se ha utilizado principalmente para referirse a dos áreas dentro de la lingüística aplicada:  
- Un enfoque centrando en las necesidades en educación y formación.
- Otro enfoque centrado en la investigación sobre la variación del lenguaje en un campos específico.

LFE se puede utilizar con cualquier idioma que necesiten los estudiantes como herramienta para fines específicos y, a menudo, se ha aplicado a la enseñanza del inglés (inglés para fines específicos, o ESP por sus siglas en inglés, English for specific purposes). 
Un tercer enfoque, la instrucción del lenguaje basado en el contenido o en la temática (CBI, content or theme-based language instruction) que se ha confundido con el LFE o LFS y han causado cierta confusión a nivel internacional.

## Educación y formación
LFS es un enfoque aplicado a la enseñanza y la formación de una segunda lengua o una lengua extranjera que aborda las necesidades inmediatas y muy específicas de los alumnos que necesitan esa lengua como herramienta en su educación formación o trabajo. El análisis de necesidades es el "motor" para el desarrollo de programas de LFS.  Por ejemplo, las enfermeras de habla inglesa que trabajan en hospitales con un alto porcentaje de pacientes cuya lengua materna es el español podrían tener que estudiar la lengua española con el propósito muy específico de comunicación entre las enfermeras y los pacientes.
El alumnado debe asumir un papel activo en su propio aprendizaje y cuestionar lo que se loes ha enseñado. Esto se asemeja al programa de estudios de negociado sobre el que Hyland (2009) escribe, "Un programa de negociado significa que el contenido de un curso en particular es un tema de discusión entre el profesor y el alumnado, de acuerdo con los deseos y las necesidades de los estudiantes junto con la experiencia, juicio y consejo del profesor" (p. 208).

## Investigación
"Lenguaje para fines específicos" también se ha utilizado para referirse a una rama de la lingüística aplicada que se ocupa de una variedad de lengua utilizada por miembros de un campo específico, concentrándose en sus géneros, características estilísticas y léxico técnico. Esta investigación es relevante para áreas basadas problemas como la enseñanza de idiomas , traducción y el diseño de especializó diccionarios. Algunos en el área de formación consideran que la investigación sobre comunicaciones profesionales es una investigación relacionada con LFE cuando se combina o se aplica directamente a un prog4rama de formación de LFE. 

## Relación con la enseñanza basada en contenido
La Enseñanza del lenguaje basada en el contenido (EBC o CBI por sus siglas en inglés, Content-based languaje instuction) también se confunde a veces en es también a veces confundido con ESP.  En el nivel postsecundario se utiliza con frecuencia para motivar a grupos de estudiantes que pueden estar interesados en el mismo campo profesional, proporcionando oportunidades de comunicación significativas. Sin embargo, debido a que en su formación no suelen estudiar en un idioma extranjero/segundo idioma (excepto en algunas asignaturas específicas), no necesitan el inglés como una herramienta. "Enseñanza basada en el contenido (EBC) es la integración de contenido seleccionado con el objetivo de la enseñanza de idiomas ". Por lo tanto, al intentar identificar qué enfoque se está adoptando, la pregunta que debemos hacernos es: "¿Es el inglés con fines específicos o inglés basado en contenidos? "

## Lectura adicional
- - Brinton, D., M. A. Snow. (2008) TESOL Virtual Seminar: The evolving architecture of CBI. Alexandria, Virginia: Teachers of English to Speakers of Other Languages. (Available through the online TESOL Resource Center.)
  - Hutchinson, T. &  A.  Waters.  (1987). English for Specific Purposes: A learning-centred approach.   Cambridge: CUP.
  - Hyland, K. (2002). Specificity revisited: how far should we go now? English for Specific Purposes,'' 21.
  - Robinson, Pauline. (1980).  ESP (English for Specific Purposes). Oxford: Pergamon.
  - Swales, J. M. (1985). Episodes in ESP.  Oxford/ New York: Pergamon.
  - Swales, J. M. (1992). Language for specific purposes. In W. Bright (Ed.), International Encyclopedia of Linguistics (Vol. 2,  300–302).  New York, Oxford:  OUP.

- Datos: Q3891154